# Dirección de Inteligencia y Seguridad
Управление разведки и безопасности (исп. Dirección de Inteligencia y Seguridad) — разведывательная служба Коста-Рики.

## История
После окончания начавшейся весной 1948 года гражданской войны началось реформирование ранее существовавших силовых структур страны. 1 декабря 1948 года вооружённые силы Коста-Рики были расформированы. Принятая 7 ноября 1949 года Конституция запретила создание и содержание в мирное время постоянной профессиональной армии (функции которой выполняет гражданская гвардия).
В условиях начавшейся "холодной войны" и сохранявшейся политической нестабильности в регионе руководством страны было принято решение о создании собственной спецслужбы. 1 сентября 1963 года в составе министерства общественной безопасности Коста-Рики было создано "агентство национальной безопасности" (Agencia de Seguridad Nacional), в дальнейшем переименованное в DIS.
14 декабря 1963 года на совещании глав правительств стран Центральной Америки в городе Гватемала было подписано соглашение о создании Центральноамериканского совета обороны, координация взаимодействия с другими странами ЦАСО была также передана в ведение DIS.
После победы летом 1979 года сандинистской революции в Никарагуа военно-политическое сотрудничество США и Коста-Рики активизировалось, в 1982 году при помощи США спецслужба была реорганизована и её численность увеличили до 100 сотрудников. В 1986 году спецслужба DIS была выведена из состава министерства общественной безопасности и подчинена президенту страны.
В 1994 году началось сокращение численности государственных вооружённых формирований страны, 18 ноября 1994 года были утверждены новые штаты спецслужбы (в соответствии с которыми её численность была уменьшена).
В ноябре 2008 года началось расследование деятельности директора спецслужбы Roberto Solórzano Sanabria, в ходе которого было установлено присвоение им денежных средств.

## Современное состояние
Сотрудники спецслужбы обеспечивают охрану дворца президента, здания законодательного собрания и ряда других объектов в столице страны. Они имеют право на ношение огнестрельного оружия и как правило одеты в гражданскую одежду (униформа не предусмотрена, но в некоторых случаях служебный жетон может быть открыто закреплен на одежде). В распоряжении спецслужбы есть автомашины.